# 菊川真士
菊川 真士（きくかわ まさと）は日本の作曲家、編曲家、ギタリスト、ウクレレ奏者。

## 来歴・人物
音楽ユニットadstlaxyのメンバー。声優の小野友樹、江口拓也によるユニット「Teamゆーたく」の大部分の曲を担当。

## 楽曲提供（adstlaxy名義含む）
- クリミナルガールズ2
  - OP曲「罪深き少女達のsept luminarie」（作曲・編曲）
- ラピスリライツ
  - この花は乙女「私の初恋をこの花に捧ぐ」（作曲・編曲）
  - 「からくれ＊ナイトフィーバー」（作曲・編曲）
  - 「アステリズム」（作曲・編曲）
- Teamゆーたく
  - take you take me（編曲）CV:ユーヤ：小野友樹、タクト：江口拓也
  - フリマワセメガネフキ（編曲）CV:ユーヤ：小野友樹、タクト：江口拓也
  - Team Mate（編曲）CV:ユーヤ：小野友樹、タクト：江口拓也
  - 恋のチョイスはキミ次第（編曲）CV:ユーヤ：小野友樹、タクト：江口拓也
  - 流星 TONIC★STAR（作詞・作曲・編曲）CV:ユーヤ：小野友樹、タクト：江口拓也、J、adstlaxy
- メガネヒーローはダテじゃない（作詞・作曲・編曲）
  - CV:ユーYA：小野友樹・タクTO：江口拓也・ケンG：赤羽根健治・トッC：豊永利行・TOMOさん：杉田智和・ノーVIS：岡本信彦・ユーMA：内田雄馬
    - シャンプーハットプリンセスメモリー（作詞・作曲・編曲）

### アニミュージカル
- ～take you take me～ 全曲集
  - トレーニング☆チャンス（編曲）CV:ヨシフィコテレス：細谷佳正・ユーヤ：小野友樹・タクト：江口拓也
  - 陽炎を探して（編曲）CV:ユーヤ：小野友樹・タクト：江口拓也
  - Sweet Paradox（編曲）CV:ノヴァピコ：岡本信彦・ユーヤ：小野友樹
  - 虚炉の焔（作曲・編曲）CV:ケンザブロウ：小野賢章・ユーヤ：小野友樹
  - Vogic～声の魔法～（編曲）CV:ユーヤ：小野友樹・タクト：江口拓也・ケンザブロウ：小野賢章
  - ノヴァピコ：岡本信彦　ヨシフィコテレス：細谷佳正　ていくゆひよこ：杉田智和
  - BGM（1）追憶の始まり
  - BGM（2）炎帝の息吹
  - BGM（3）脱ぎが甘い
  - BGM（4）思惑と戸惑い
  - BGM（5）やっと逢えたな
  - BGM（6）冗談はさておき
  - BGM（7）日常は穏やかに
  - BGM（8）ジュヴァイス
  - BGM（9）最狂DJのテーマ
  - BGM（10）君が微笑んでくれるから
- マウスシアター
  - 「Baby,Baby,Baby」歌：新垣 樽助
- 椎名ひかり
  - 「羅刹遊戯」（作曲・編曲）
- 小野友樹
  - 「Friend Tree Wonderland」
  - キズナメグル（編曲）
- 小見川千明
  - 「春と修羅」（作曲・編曲）
- amorous profumo / くろくも
  - 「心とかいう名前の未発見の臓器の機能についての考察」
- Shoose Box / しゅーず
  - 「心とかいう名前の未発見の臓器の機能についての考察」
- SNiSN / S!N 
  - 「心とかいう名前の未発見の臓器の機能についての考察」
- MUSICALOID #38 Act.2  [彼方乃サヤ盤]/ 神田沙也加
  - 「心とかいう名前の未発見の臓器の機能についての考察」
- メディアファクトリーコミックス
  - 青空嫌いの嘘つきセミ子(アニメ)音楽担当

## 出演

### ラジオ
- 『ゆーたくのドラつく!』# 36（2013年2月13日）
- 超!A&G+『小野友樹と江口拓也のTeamゆーたくのアニつく!』# 22（2015年7月2日）

### MV
- DEPAPEPE「DEPACLA II ～DEPAPEPE PLAYS THE CLASSICS～」交響曲第9番～第4楽章